# زمان می‌ایستد
زمان می‌ایستد فیلمی به کارگردانی و نویسندگی علیرضا امینی. مدير توليد حسين رامه ، محصول سال ۱۳۸۴ است.

## بازیگران
- هانیه توسلی